# مجلة هيفي ميتال
مجلة هيفي ميتال (بالإنجليزية: Heavy Metal) هي مجلة قصص مصورة (هزلية) أمريكية، تعني بالخيال العلمي والفنتازيا، الممزوج بين الفنتازيا الشريرة/الخيال العلمي والجنسانية. في منتصف السبعينات من القرن الماضي، عندما كان الناشر ليونارد موقال في باريس، لإطرق النسخة الفرنسية من مجلة لامبو ناشيونال (الهجاء الوطني) (National Lampoon)، اكتشف مجلة الخيال العلمى الفرنسية المسماة Métal Hurlant، والتي ظهرت لأول مرة في يناير عام 1975، وتمت ترجمة العنوان الفرنسي حرفيًا إلى "Howling Metal".
وعندما حصل ليونارد موقال على الترخيص لإصدار النسخة الأمريكية من المجلة في نطاق الولايات المتحدة الأمريكية، اختار إعادة تسمية المجلة، وهكذا حملت النسخة الأمريكية اسم هيفي ميتال (المعدن الثقيل) (Heavy Metal)، وصدر العدد الأول منها في شهر أبريل عام 1977م، كمجلة شهرية وملونة. بدأت المجلة مشوارها بعرض ترجمات للقصص المصورة (الهزلية)، المنشورة في مجلة Métal hurlant، بالإضافة إلى أعمال كلٍ من: إنكي بلال، وفيليب كازا، وغيدو كريباكس، وفيليب دروليت، وجان كلود فورست، وجان جيراود (المعروف أيضا باسم موبيوس)، وميلو منارا. ولاحقًا، قام بإدارة المجلة ستيفانو تامبوريني وتانينو ليبراتور، صاحبا سلسلة ران زيروكس (RanXerox) الهزلية.موقع ويكيبديا.